# Vespula squamosa
Vespula squamosa är en getingart som först beskrevs av Dru Drury 1770.
Vespula squamosa ingår i släktet jordgetingar och familjen getingar. Inga underarter finns listade i Catalogue of Life.

## Beskrivning
Som de flesta jordgetingar är bakkroppen randig i gult och svart. Hos drottningen är de svarta ränderna mycket tunna, ibland reducerade till några få otydliga markeringar. Karakteristiskt för arten är att den för övrigt svarta mellankroppen (med undantag för den bakersta delen, som har tydliga gula markeringar) har två distinkta gula längsstrimmor. De gula markeringarna hos drottningen är snarare orangegula. Arbetarna blir omkring 13 mm långa, hanar och speciellt drottningar större.

## Ekologi
De vuxna insekterna lever på nektar och andra växtsafter. Larverna utfodras med söndertuggade leddjur och kött från döda djur som först drottningen och sedan arbetarna fångar.
Boet, som konstrueras av papper (söndertuggade träfibrer) förläggs vanligen underjordiskt, gärna i habitat med markstörning som gårdsplaner och vägkanter. Det förekommer emellertid också att det byggs i väggar eller i byggnader. Arten är emellertid en social parasit vars drottning vanligtvis tar över andra jordgetingars bon, dödar den lokala drottningen och tvingar arbetarna att föda upp sina egna ungar. I USA är 80% av alla studerade Vespula squamosa-bon grundade på detta sätt. I de fall då boet inte är resultatet av en övertagning, grundas det på tidig vår av en övervintrande drottning. Det första boet är litet, med endast 20 till 45 celler. Efter omkring en månad kommer de första, fullbildade arbetarna fram och övertar skötseln av bo och larver. Som mest kan ett bo innehålla över 4 000 arbetare. Under sensommaren kommer de första könsdjuren (drottningar och hanar fram). De befruktade ungdrottningarna övervintrar, medan de övriga djuren vanligtvis så småningom dör. I de södra delarna av utbredningsområdet förekommer det emellertid att arten bildar fleråriga bon med flera drottningar.

## Utbredning
Utbredningsområdet omfattar stora delar av östra Nordamerika och delar av Mellanamerika, från Ontario i Kanada över östra USA från Wisconsin och New York över Nebraska, Iowa, Kansas och Oklahoma till Texas och österut till Florida. Vidare förekommer den i Mexiko från Tamaulipas söderut till Michoacán de Ocampo och Chiapas samt i Guatemala och Honduras.

## Bildgalleri

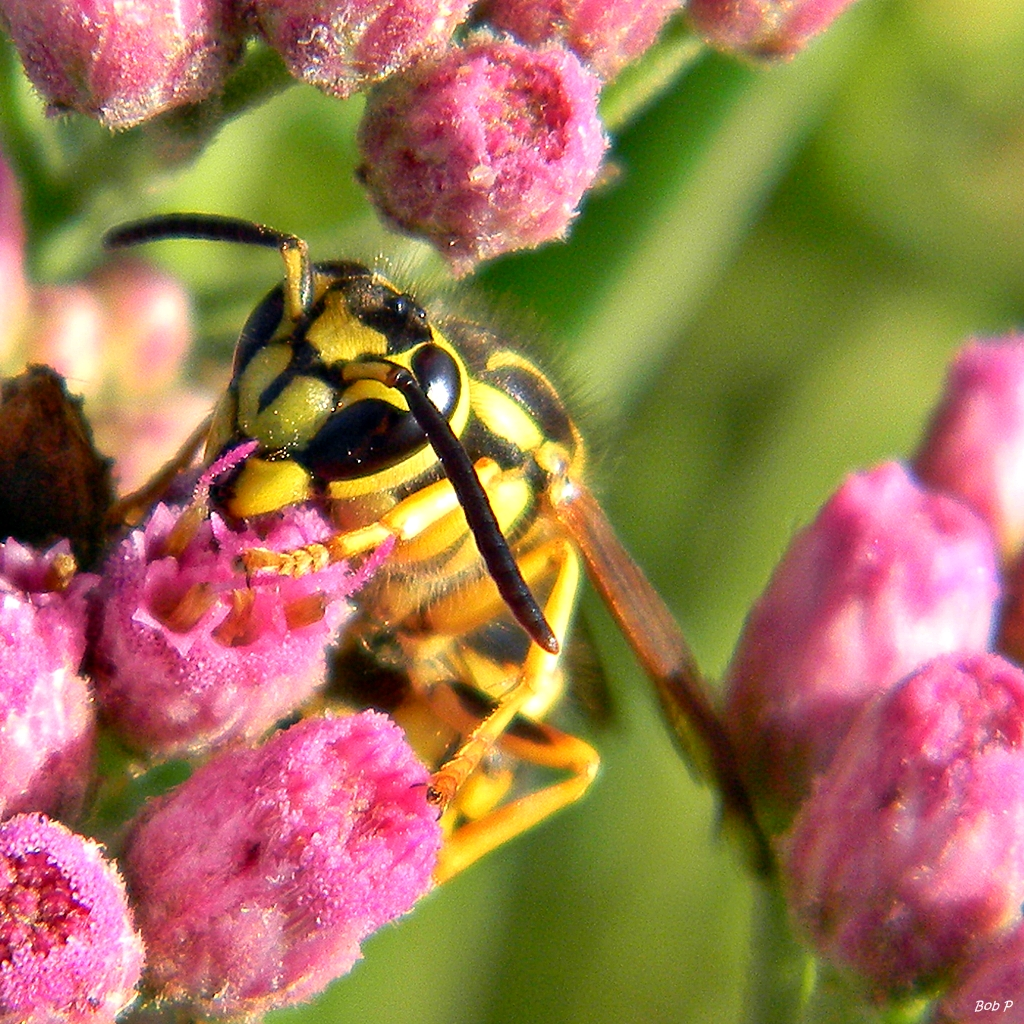